# Чудната петорка
Чудната петорка (на английски: Rise of the Guardians) е американски компютърно-анимационен филм от 2012 г. Базиран е по книгата „Пазители на детството“ от Уилиян Джойс. Филмът излиза на екран от 21 ноември 2012 г.

## Сюжет
Чудната петорка е вълшебно приключение което разказва за четирима пазители които пазят вярата на децата в тях и също тяхно задължение е да ги пазят. Но след много време спокоен живот те са нападнати от зъл дух на име Мрак. Вярата и безопасността на децата, а също и пазителите са в голяма опасност. Лунният човек им казва, че се нуждаят от пети пазител на децата, учудващото е, че това е Джак Скреж.